# Salamis Lines
Die Salamis Lines (auch Salamis Cruise Lines) ist eine zypriotische Reederei mit Sitz in Limassol, die 1993 gegründet wurde und seitdem sowohl Frachtschiffe, Fähren als auch Kreuzfahrtschiffe betreibt.

## Geschichte
Die Salamis Lines wurde 1993 in Limassol gegründet. Erstes Schiff der Reederei wurde die 1958 als Trelleborg in Dienst gestellte Fähre Nissos Kypros, die fortan zwischen Limassol, Piräus und Haifa im Einsatz war. In den folgenden Jahren baute Salamis Lines diesen Fährdienst mit weiteren Fähren und RoRo-Schiffen aus.
1996 kaufte Salamis Lines das 1962 in Dienst gestellte Kreuzfahrtschiff Salamis Glory von der insolventen Reederei Regency Cruises auf und setzte es fortan für Reisen im Mittelmeer ein. Die Kreuzfahrtsparte der Reederei wird unter dem Namen Salamis Cruise Lines vermarktet. Nach der Ausmusterung der Salamis Glory im Jahr 2009 übernahm die 1975 in Dienst gestellte Salamis Filoxenia diese Aufgabe. Das Schiff blieb bis 2019 im Dienste der Reederei und wurde 2022 in Pakistan verschrottet.

## Schiffe
| Jahr        | Name              | Tonnage    | Bauwerft                                    | Status/Bemerkungen                                        |
| ----------- | ----------------- | ---------- | ------------------------------------------- | --------------------------------------------------------- |
| 1993 (1958) | Nissos Kypros     | 6.950 BRT  | Helsingør Skibsværft, Helsingør             | 2003 in Indien verschrottet                               |
| 1996 (1962) | Salamis Glory     | 10.444 BRT | Brodogradiliste Uljanik, Pula               | 2010 in Indien verschrottet                               |
| 1999 (1975) | Ion               | 4.009 BRT  | Hollming Oy, Rauma                          | 2006 verkauft, 2009 in China verschrottet                 |
| 2000 (1972) | Salamis Star      | 14.015 BRT | Kanda Shipbuilding, Kure                    | 2005 verkauft, 2014 in der Türkei verschrottet            |
| 2005 (1977) | Maria G.          | 10.279 BRT | Oy Navire, Naantali                         | von Med Lines gechartert, 2010 in der Türkei verschrottet |
| 2007 (1977) | Notos             | 8.188 BRT  | Rauma-Repola Oy, Rauma                      | 2011 in der Türkei verschrottet                           |
| 2007 (1977) | Pontos            | 5.290 BRT  | Minami-Nippon Zosen, Usuki                  | 2011 in der Türkei verschrottet                           |
| 2009 (1975) | Salamis Filoxenia | 16.331 BRT | Wärtsilä, Turku                             | 2022 in Gadani, Pakistan, verschrottet                    |
| 2011 (1977) | Athlos            | 47.45 BRT  | Fredrikstad Mekaniska Verksted, Fredrikstad | 2012 in der Türkei verschrottet                           |
| 2011 (1980) | Alios             | 17.884 BRT | Rauma-Reopla Oy, Rauma                      | 2017 in der Türkei verschrottet                           |
| 2013 (1980) | Medqueen          | 17.884 BRT | Rauma-Reopla Oy, Rauma                      | 2013 verkauft, als Super Shuttle RoRo 9 in Fahrt          |
| 2016 (1986) | Maestro Sun       | 15.375 BRT | Frederikshavn Værft, Frederikshavn          | bis 2017 von Sun Inc. gechartert, in Fahrt                |
| 2017 (1982) | Alexo             | 8.425 BRT  | Rauma-Repola Oy, Rauma                      | in Fahrt                                                  |